# Sodexo
Pluxee (anteriormente chamada Sodexo) é uma empresa multinacional sediada em Issy-les-Moulineaux, França, sendo uma das maiores empresas no ramo de serviços em multibenefícios de alimentação, refeição, transportes e gestão de instalações do mundo.

## História
Pluxee é uma empresa de benefícios e engajamento para colaboradores que surgiu a partir da Sodexo Benefícios e Incentivos.  
Sodexo foi fundada em 1966 por Pierre Bellon, em Marselha, na França. A empresa começou como uma empresa local de serviços de alimentação, mas hoje é líder global em alimentação sustentável.

Pluxee foi criada com o apoio da Conran Design Group Agency, parte do Grupo Havas. O nome Pluxee é composto por três partes: “Plux” para reforçar a positividade, “X” para simbolizar a conexão de oportunidades, e “Ee” para representar o engajamento dos colaboradores. Oferece soluções personalizadas e sustentáveis em 31 países, com mais de 1,7 milhões de estabelecimentos parceiros. Tem como objetivo melhorar a vida de milhões de pessoas, contribuindo para o bem-estar dos colaboradores no trabalho. 

## Ligação externa
- Site oficial Sodexo Brasil